# Ken Oberbruner
Kenneth Lewis Oberbruner, detto Ken (Ashland, 5 ottobre 1918 – Burlington, 6 settembre 1991), è stato un cestista, giocatore di baseball e allenatore di baseball statunitense.

## Carriera
Alla Ashland High School giocò sia nella squadra di baseball sia in quella di basket; lo stesso fece alla University of Notre Dame. Laureatosi nel 1940, giocò con i Fort Wayne Zollner Pistons, squadra professionistica di National Basketball League. In seguito giocò a baseball nei St. Louis Browns.
Decise poi di allenare: dal 1970 alla 1991 ha guidato la squadra di baseball della University of Wisconsin-Parkside; nei 23 anni era stato allenatore al Milton College di Milton (Wisconsin). Dal 1959 al 1980 è stato uno scout dei Pittsburgh Pirates.
Era soprannominato "Red".